# Mona Sharma

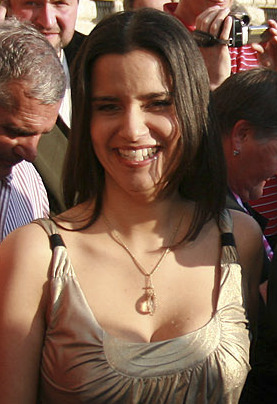
Mona Sharma in Wien, 2009

Mona Sharma (* 29. Januar 1973 in Neu-Delhi, Indien) ist eine deutsche Schauspielerin, Komikerin, Comedy-Schauspiel-Coach und Autorin.

## Biografie
Mona Sharma wurde als Tochter eines indischen Journalisten und Kameramannes und einer deutschen Heilpraktikerin geboren. Sie hat zwei ältere Geschwister. Nach ihrem Abitur 1992 in Köln studierte sie vier Semester lang Germanistik und Medienwissenschaften, nahm Gesangsunterricht und Sprecherziehung und arbeitete in verschiedenen Comedy- und Improvisationsworkshops. Ab Juli 1994 war sie für Living Media als Stand-up-Comedian tätig und wurde dort von der Bonner Kabarettistin Anka Zink entdeckt. Heute arbeitet Mona Sharma als Comedy-Schauspiel-Coach in Bonn.

## Fernsehen
Ab 1995 arbeitete sie als Reporterin für die WDR-Fernsehsendung Lollo Rosso und den Radiosender 1 Live. Sie moderierte zusammen mit Bastian Pastewka die Sendung Best of Lollo Rosso und spielte in der Nachrichten-Comedy Wichtig, welche ebenfalls im WDR-Jugendprogramm lief. Überregional bekannt wurde sie ab 1997 als Ensemblemitglied in der Comedyserie Switch in der Rolle der fiktiven polnischen Moderatorin Heidi Pršblybzçka der „Deutsche Welle Polen“. Weitere bekannte Rollen waren unter anderem „Die Nelly van Sale Homeshow“ und ihre Parodie auf Arabella Kiesbauer. Von 2007 bis 2009 gehörte sie zum Ensemble der Neuauflage Switch reloaded. Eine Auswahl ihrer Rollen sind dort die Parodie von Indira, Hadiya Hohmann als QVC-Moderatorin, „Astro-TV“, Pippi Langstrumpf, „Melanie Schwakowiak“ (mit Peter Nottmeier als Schalke-Fan Herbert Schwakowiak) und ihre Parodie auf Tatjana Gsell.

## Autorin
Seit 1996 schreibt Mona Sharma für das Fernsehen Sketche und entwickelt Konzepte sowie Comedy-Formate. Anfänglich schrieb sie zahlreiche humoristische Glossen für das WDR-Jugendprogramm und entwickelte dort zusammen mit Bastian Pastewka, Alexander von Eisenhart-Rothe und Michael Schmidt die Nachrichten-Comedy Wichtig. Für Switch war sie seit der Pilotfolge als Autorin tätig und schrieb maßgeblich für ihre Rubriken Sketche, u. a. „Deutsche Welle Polen“, „VIVA-Parodie“, „Nelly van Sale – Fixbesteck“ und „Get Wet Boys“. Auch für Switch reloaded erdachte sie weitere Sketche, vor allem mit ihrem Autorenkollegen Georg Weyers-Rojas, darunter „QVC“, „Schwakowiaks“ und „Astro-TV“. Mona Sharma arbeitet als Kolumnistin beim Magazin Marco Tozzi Trendguide. Beim Lappan Verlag sind vier humoristische Bücher von ihr erschienen.
Am 6. November 2008 wurde von der US-Produktionsfirma Allan McKeown Presents angekündigt, dass Mona Sharma zu Tracey Ullmans Sketch-Comedy-Show State of the Union die deutsche Fassung unter dem Titel Lage der Nation schreibt.
2016 veröffentlichte sie mit Ralph Ruthe das Buch „Et kütt wie et kütt“, in dem Cartoons aus der Ruthe-„Shit Happens“-Mundart-Reihe von Sharma ins Kölsche übersetzt worden sind.

## Comedy-Schauspiel-Coach
Seit 2005 arbeitet Mona Sharma als Comedy-Schauspiel-Coach. Sie trainiert und berät Künstler und Menschen, die sich auf einer Bühne und vor der Kamera professionalisieren wollen, wie: Comedians, Schauspieler, Moderatoren, Speaker, Personen des öffentlichen Lebens und Menschen in Führungspositionen.

## Auszeichnungen
- 2007: Deutscher Comedypreis als Ensemblemitglied von Switch reloaded (Beste Sketch-Show)
- 2008: Deutscher Comedypreis als Ensemblemitglied von Switch reloaded (Beste Sketch-Show)
- 2008: Deutscher Fernsehpreis als Ensemblemitglied von Switch reloaded (Beste Comedy-Serie)
- 2009: Romy als Ensemblemitglied von Switch reloaded (Spezialpreis der Jury)